# Zaouiat Sidi Abdelkader
Zaouiat Sidi Abdelkader  (in arabo زاوية سيدي عبد القادر‎?) è un centro abitato e comune rurale del Marocco situato nella provincia di Al-Hoseyma, regione di Tangeri-Tetouan-Al Hoceima. Conta una popolazione di 5 452 abitanti (censimento 2014).